# فريدريك كومودور
فريدريك كومودور (بالإنجليزية: Frederick Commodore)‏ هو لاعب كرة قدم غاني في مركز الوسط، ولد في 17 أغسطس 1975 في غانا. لعب مع ألمانيا آخن ونادي تشونغتشينغ ليانغجيانغ وهارتس أوف أوك.